# Molossus pretiosus
Molossus pretiosus (Miller, 1902) è un pipistrello della famiglia dei Molossidi diffuso in America centrale e meridionale.

## Descrizione

### Dimensioni
Pipistrello di piccole dimensioni, con la lunghezza della testa e del corpo tra 65 e 78 mm, la lunghezza dell'avambraccio tra 42 e 47 mm, la lunghezza della coda tra 38 e 46 mm, la lunghezza del piede tra 9 e 12 mm, la lunghezza delle orecchie tra 14 e 17 mm e un peso fino a 22 g.

### Aspetto
La pelliccia è corta e vellutata, con delle setole più lunghe sulla groppa. Le parti dorsali sono bruno-rossastre, marroni scure o nerastre, mentre le parti ventrali sono bruno-grigiastre scure. Il muso è corto, tronco ed elevato. Una sacca golare è ben sviluppata nei maschi e rudimentale nelle femmine. Le orecchie sono corte, larghe e unite anteriormente alla base, dalla quale si estende fino alle narici una cresta cutanea. Il trago è piccolo, diritto ed appuntito, nascosto dietro l'antitrago il quale è grande e semi-circolare. Le ali sono attaccate posteriormente sulle caviglie. I piedi sono corti. La coda è lunga, tozza e si estende per circa la metà oltre l'uropatagio.

## Biologia

### Comportamento
Si rifugia all'interno di grotte, in edifici e cavità degli alberi. L'attività predatoria inizia al tramonto e si svolge singolarmente a circa 20 metri dal suolo.

### Alimentazione
Si nutre di insetti.

### Riproduzione
Femmine gravide sono state osservate in Costa Rica nei mesi di maggio, giugno ed ottobre.

## Distribuzione e habitat
Questa specie è diffusa nello stato messicano di Oaxaca, lungo le coste pacifiche del Nicaragua e della Costa Rica, in Colombia, Venezuela, Guyana nord-occidentale e negli stati brasiliani del Mato Grosso do Sul e Minas Gerais.
Vive nelle foreste secche e semi-decidue.

## Conservazione
La IUCN Red List, considerato il vasto areale, la presenza in diverse aree protette e la tolleranza alle modifiche ambientali, classifica M.pretiosus come specie a rischio minimo (Least Concern)).